# Métigny
Métigny ist eine nordfranzösische Gemeinde mit 120 Einwohnern (Stand 1. Januar 2022) im Département Somme in der Region Hauts-de-France. Die Gemeinde liegt im Arrondissement Amiens, ist Teil der Communauté de communes Somme Sud-Ouest und gehört zum Kanton Ailly-sur-Somme.

## Geographie
Métigny liegt rund 2,5 Kilometer südwestlich von Airaines am Oberlauf des gleichnamigen Flüsschens Airaines, das an der Gemeindegrenze zu Laleu im Ortsteil Les Falaises entspringt.

## Einwohner
| 1962 | 1968 | 1975 | 1982 | 1990 | 1999 | 2006 | 2011 |
| ---- | ---- | ---- | ---- | ---- | ---- | ---- | ---- |
| 116  | 118  | 101  | 92   | 91   | 88   | 99   | 117  |

## Verwaltung
Bürgermeister (maire) ist seit 1995 Yves Perimony.